# Kledingroller

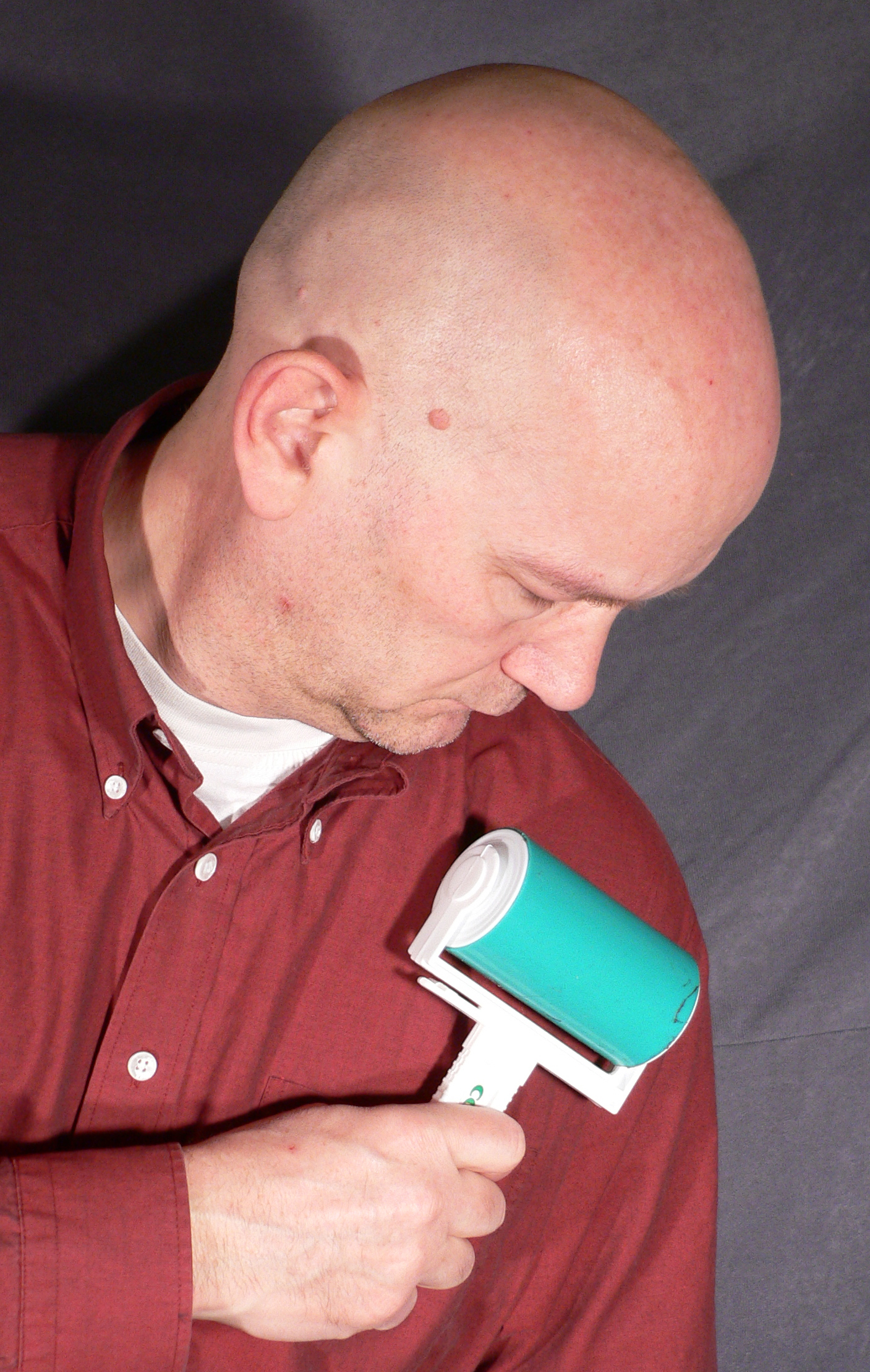
Een kledingroller in gebruik

Een kledingroller is een instrument om kleding te ontdoen van pluisjes, stof en (huisdier)haren. Het instrument bestaat meestal uit een handvat en een roller. De roller is voorzien van een plaklaag. Door de roller over de kleding te rollen wordt de viezigheid van de kleding verwijderd, doordat deze aan de plaklaag blijft plakken.